# Accessory
Accessory est un groupe allemand de synthpop, originaire de Chemnitz.

## Histoire
Le groupe est formé en 1994 par Dirk Steyer et Kay Resch sous le nom de Voices of Darkness et est rebaptisé Accessory en 1996. La même année, la bande démo Electronic Controlled Mind est publiée par le groupe lui-même et en 1997 sur le petit label SD-IMAGE. Injection, une autre cassette éditée par le groupe lui-même, est sortie en 1998. Fin 1999, Ivo Lottig rejoint le groupe et ensemble, ils partent au printemps 2000 pour une tournée de trois semaines en Allemagne avec And One. Peu de temps après, Kay Resch quitte le groupe pour poursuivre sa propre carrière et est remplacé par Jukka Sandeck. Resch revient en 2001 en tant qu'éclairagiste et technicien.
Le premier album officiel Jukka2147.de sort en février 2001 sous le label Out of Line. Immédiatement après, le groupe effectue une tournée en Allemagne avec Terminal Choice. Fin 2001, l'EP Deadline est publié. Au printemps 2002, l'album live Live./Hammer est réalisé lors d'une tournée internationale de cinq semaines avec Hocico. En même temps, l'album live ... And I Say Go, limité à 100 exemplaires, sort. Fin 2002, le single I Say Go sort. Après la sortie du deuxième album Titan en mai 2003, Jukka Sandeck quitte le groupe pour poursuivre une carrière solo. Le groupe passe le temps jusqu'à la sortie de l'album suivant Forever and Beyond en avril 2005 à donner des concerts en direct, entre autres en Israël, en Italie et en Allemagne. Par la suite, Accessory se produit encore sporadiquement, notamment au WGT 2006. Cette pause prend fin avec la sortie du morceau Ewigkeit au printemps 2007 et de l'EP Holy Machine en août 2007. Après la sortie, Ivo Lottig quitte le groupe et est remplacé par Mike Koenigsberger. La nouvelle formation sort en avril 2008 le double album More than Machinery, qui reste huit semaines dans les charts alternatifs allemands et avec lequel le groupe entame une tournée américaine de quatre semaines. 
En 2013, l'album Resurrection suit. Dans le cadre de l'Electronic Transformers Tour 2015, le groupe donne quelques concerts en Allemagne fin 2015. Par la suite, les activités du projet continuent à diminuer. L'album Elektrik sort en 2019 via Infactet Recordings.

## Style musical
Les débuts musicaux du groupe se situent dans l'electro, cependant le trio transforme progressivement son style en un mélange de synthpop et de trance dans des variantes incarnées dans la scène noire par des interprètes comme Mind.in.a.box et Faderhead. La musique change, passant de « l'electro-EBM brut et anguleux » à la musique club, qui est critiquée comme étant « du disco mou ».

## Discographie

### Albums studio
- 1997 : Electronic Controlled Mind
- 2001 : Jukka2147.de
- 2002 : Live./Hammer
- 2003 : Titan
- 2005 : Forever and Beyond
- 2008 : More than Machinery
- 2011 : Underbeat
- 2013 : Resurrection
- 2019 : Elektrik

### EP et singles
- 2001 : Futurewave
- 2003 : Deadline
- 2002 : … And I Say Go
- 2002 : I Say Go
- 2007 : Holy Machine

### Démos
- 1996 : Electronic Controlled Mind
- 1998 : Injection

### Compilations
- 2005 : Awake The Machines vol. 5 - Never (short version)
- 2008 : Synthetic Reign Volume One - Heartattack